# 伊良湖試験場
伊良湖試験場（いらごしけんじょう）は、大日本帝国陸軍第一技術研究所が愛知県の渥美半島先端（現田原市）に設置した射撃試験場。

## 概要

### 前史
従来千葉県に所在する下志津原演習場において実施されていた兵器の試射が射撃性能の向上により手狭となり、射程1万メートル規模の火砲の試射に耐えうる敷地の確保が求められることとなった。1891年（明治24年）3月、陸軍砲兵会議において、その適地として千葉県の銚子、愛知県伊良湖岬、同県赤羽根から静岡県浜名湖沿岸、同県御前崎が選定され、検討の結果、浜名湖沿岸が最適地であるとの結論が出た。しかし、1897年（明治30年）、用地確保が容易であるとの理由により、当地において設置する方針が出された。同年中には伊良湖岬の土地を所有していた宮内省の承諾を得、その他私有地についても1899年（明治32年）1月10日には伊良湖村長との協議により、村有地に関しては賃料不要で使用するとの回答を得ることができた。最終的には面積は約177万3000坪を確保することとなり、土地取得には当時の金額で1182円9銭6厘が支払われた。ただし、同年8月11日には、沖守固愛知県知事により周辺漁業および農業に対する影響について配慮を求められたため、できる限りの配慮をする旨の回答がなされた。

### 施設設置
1900年（明治33年）、砲床を小中山（現田原市中山町字小中山）に設置することを決定した。1901年（明治34年）3月31日起工、同年11月30日に完工。日露戦争後、施設はさらなる拡充が図られ、伊良湖の集落は移転を余儀なくされた。1924年（大正13年）には従来の射線に加えて、西射線を設定した。これに伴い、従来の射線を軽砲射線として使用することとなった。